# Valašská Polanka
Valašská Polanka je obec v okrese Vsetín v Zlínském kraji. Nachází se zhruba deset kilometrů od města Vsetín a leží na březích řeky Senice. Žije zde přibližně 1 500 obyvatel. Ve vesnici je základní škola a kostel. Nedaleko leží Čertovy skály. Obec proslavila valašská lidová píseň A já su synek z Polanky.
Obcí prochází od roku 1928 železniční trať Hranice na Moravě – Púchov, v celé trase dokončená až roku 1937 a elektrifikovaná roku 1960. Je zde železniční stanice Valašská Polanka. Existují plány na vznik železničního uzlu přivedením trati od Zlína.

## Zeměpisná charakteristika
Valašská Polanka leží v údolí říčky Senice, která je jedním z přítoku Bečvy. Celá obec je obklopena kopci, na západní straně úpatím Vizovických vrchů, na východní pak Javorníky, které spadají do Chráněné krajinné oblasti Beskyd. Nejvyšším vrcholem je vrch Padělky, který je vysoký 710 metrů.

## Historie
První písemná zmínka o obci pochází z roku 1361 v listu papežské kurie z Avignonu. Obec ležela na cestě, která byla spojkou mezi Vsetínem a Brumovem. Polanka byla zpočátku majetkem Vizovického panství. Po zániku se v roce 1575 stala majetkem Zdeňka Kavky z Říčan. Ten skoupil celé Brumovské panství a připojil k němu i Valašskou Polanku. V roce 1663 byla obec výrazně poničena vpádem Tatarů. „Součástí Brumovského panství zůstala až do roku 1673, pak patřila do panství vsetínského až do rozpadu vrchnostenské soustavy a přeměny původních panství na velkostatky a statky“.
V roce 1780 obdržel v Polance císař Josef II petici od knihaře Jana Arona Bubela. Stalo se tak při jeho průjezdu obcí, když směřoval na vsetínský zámek. V petici bylo podepsaných 25 valašských obcí, které žádaly o náboženskou svobodu. Císař této petici vyhověl a dokonce všechny podavatele vzal pod svojí osobní ochranu. Tato petice se stala jedním z impulsů, který vedl k sepsání tzv. tolerančního patentu (1781), který tedy vedl k povolení evangelické víry. Na počest této události se v okresním městě každý rok pořádá festival Valašské záření.
Polanka měla po většinu historie zemědělský charakter. Dále zde byla například významná výroba nožů nebo výroba dřevěného uhlí. V roce 1928 zde byla postavena železnice, která spojovala Vsetín s Brumovem a vedla dále až na Slovensko.
V kronice je psáno, že památným rokem byl rok 1924, kdy Polankou projížděl president Tomáš Garrigue Masaryk. Čekaly zde na něho davy lidí, kteří ho ve své obci vítaly.
V roce 1929 byla Polanka přejmenována na Valašskou Polanku.
„Dalším těžkým obdobím života Valašské Polanky byla německá okupace a 2. světová válka. Politické strany byly rozpuštěny, ve škole začala povinná výuka němčiny, obecní kronika byla zapečetěna a zabavena. V srpnu 1944 se v obci objevili první partyzáni, kteří patřili k oddílům 1. čsl. partyzánské brigády Jana Žižky.“. Mnoho obyvatel se účastnilo partyzánské činnosti a mnozí z nich také v tomto boji položili svůj vlastní život. Důsledek tohoto odporu byl bohužel potrestán i vypálením nedalekého místa s názvem Vařakovy paseky. 
„Poválečná činnost byla ve znamení budovatelského úsilí. Nedaleko stávající školy (přestavené v roce 1829) byla roku 1947 postavena (provizorní) budova „měšťanky“. V roce 1974 jí nahradila nová (spádová) osmnáctitřídní škola. V roce 1973 byl dán do provozu kulturní dům jehož součástí bylo i zdravotní středisko a roku 1979 bylo otevřeno středisko nákupní. V této době byly budovány také nové chodníky, komunikace a veřejné osvětlení.
Ke konci 50. let 20. století bylo založeno jednotné zemědělské družstvo (JZD), které neslo název Valašské Kotáry. V 80. letech došlo k připojení nedaleké vesnice Seninka, která byla ovšem roku 1990 opět osamostněna. 

## Obyvatelstvo
| Rok            | 1869 | 1880 | 1890 | 1900 | 1910 | 1921 | 1930 | 1950  | 1961  | 1970  | 1980  | 1991  | 2001  | 2011  | 2021  |
| -------------- | ---- | ---- | ---- | ---- | ---- | ---- | ---- | ----- | ----- | ----- | ----- | ----- | ----- | ----- | ----- |
| Počet obyvatel | 716  | 751  | 730  | 786  | 919  | 889  | 875  | 1 095 | 1 227 | 1 176 | 1 212 | 1 246 | 1 300 | 1 356 | 1 409 |
| Počet domů     | 139  | 156  | 152  | 151  | 153  | 156  | 166  | 221   | 233   | 262   | 291   | 331   | 362   | 399   | 424   |

## Obecní správa

### Obecní symboly
Znak a vlajka byly obci uděleny rozhodnutím předsedy Poslanecké sněmovny Parlamentu České republiky dne 26. listopadu 1999.

## Pamětihodnosti
- Kamenný kříž z roku 1779
- Pomník obětem první a druhé světové války
- Kostel sv. Jana Křtitele z roku 1778
- Nádraží ve Valašské Polance

## Galerie

Valašská Polanka
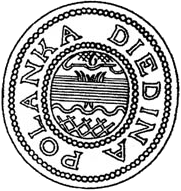
Pečeť obce Valašská Polanka
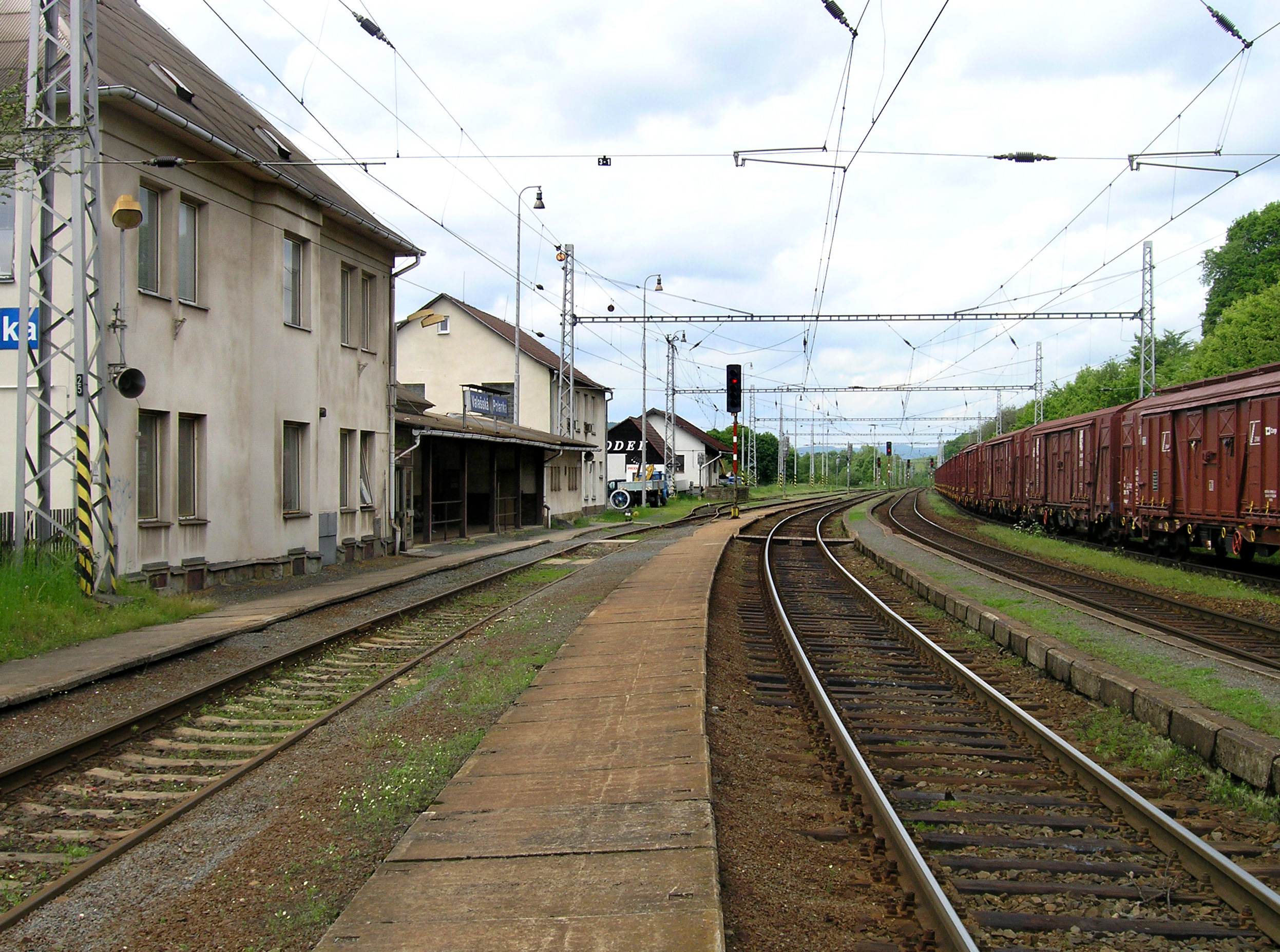
Nádraží
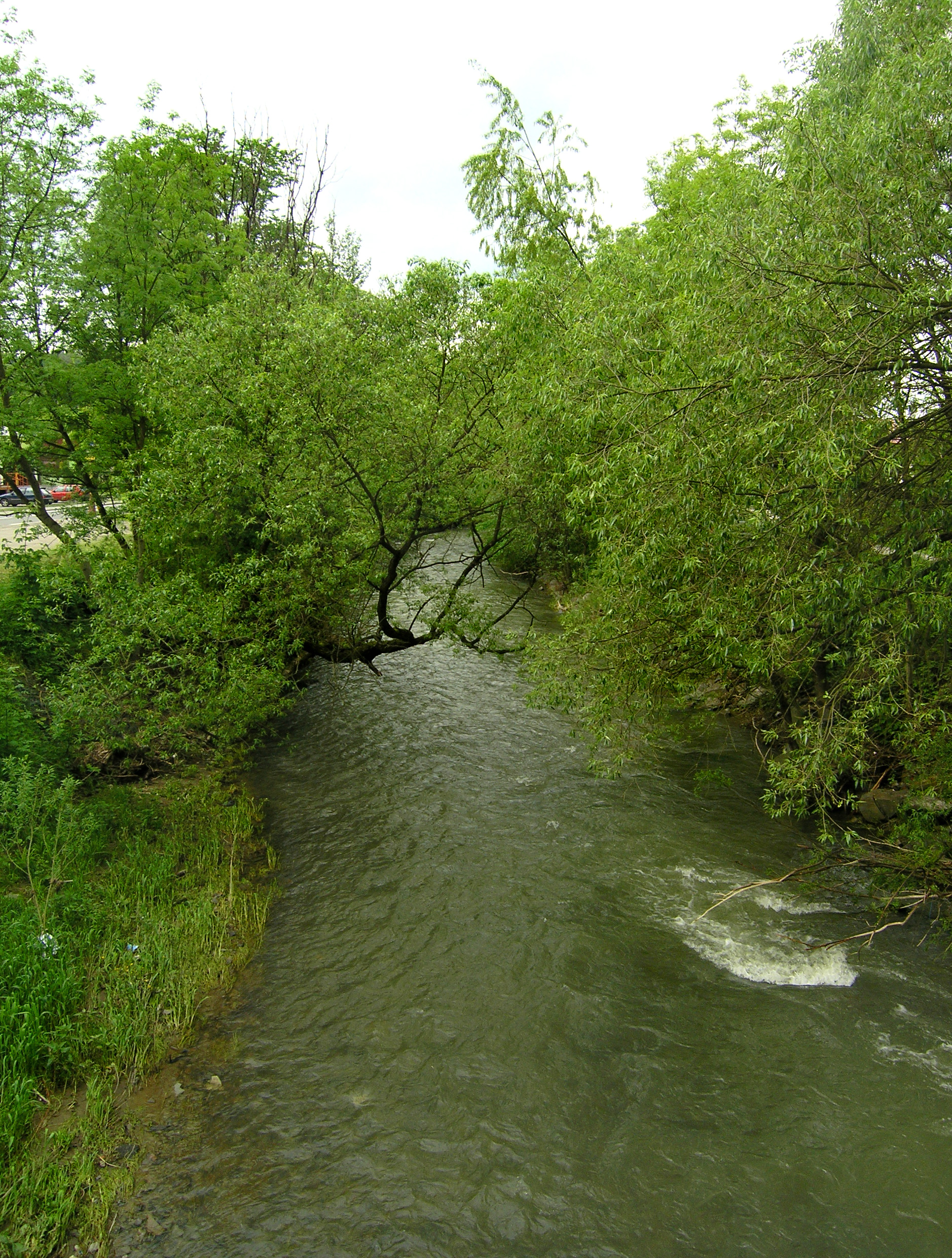
Říčka Senice
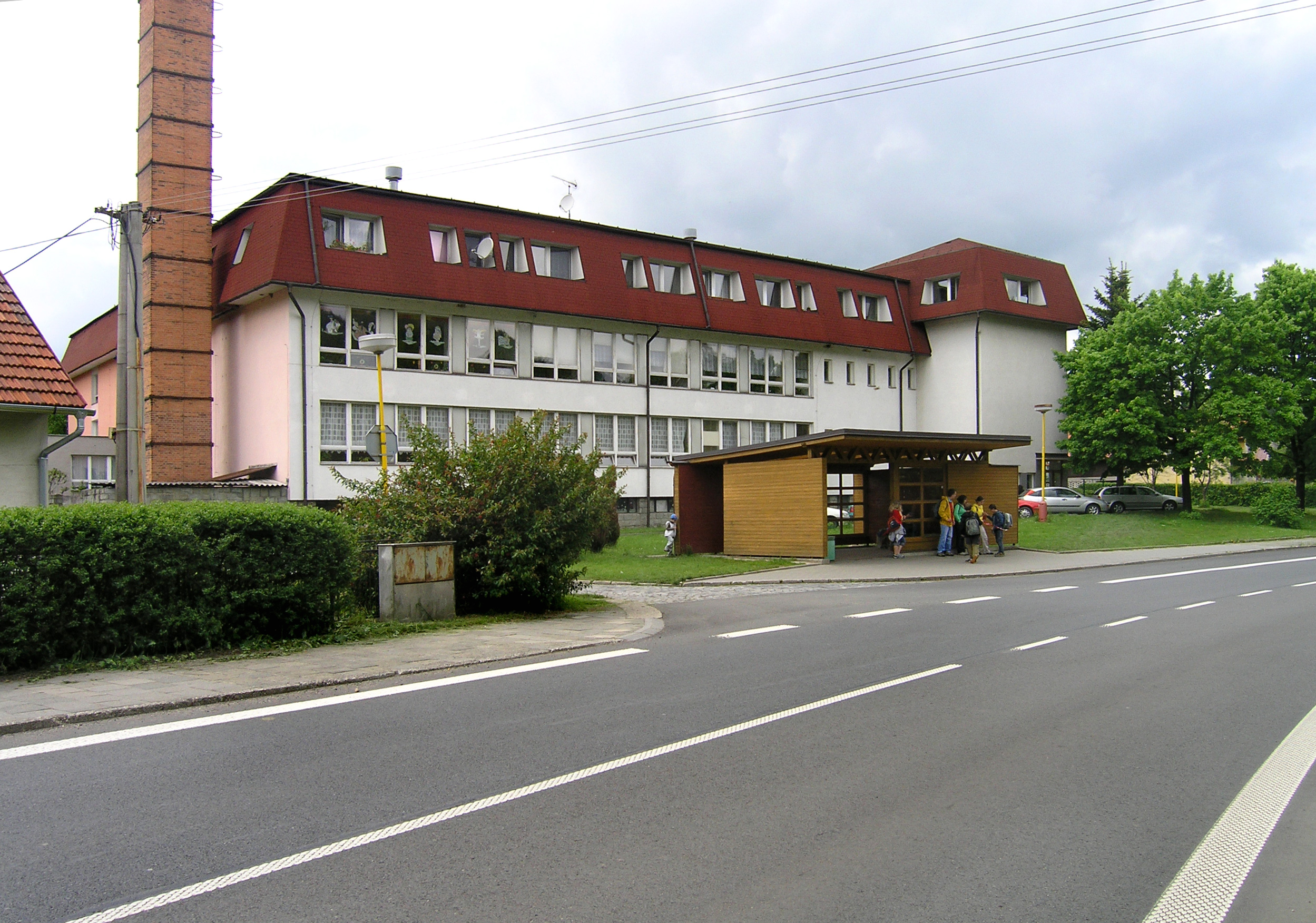
Škola
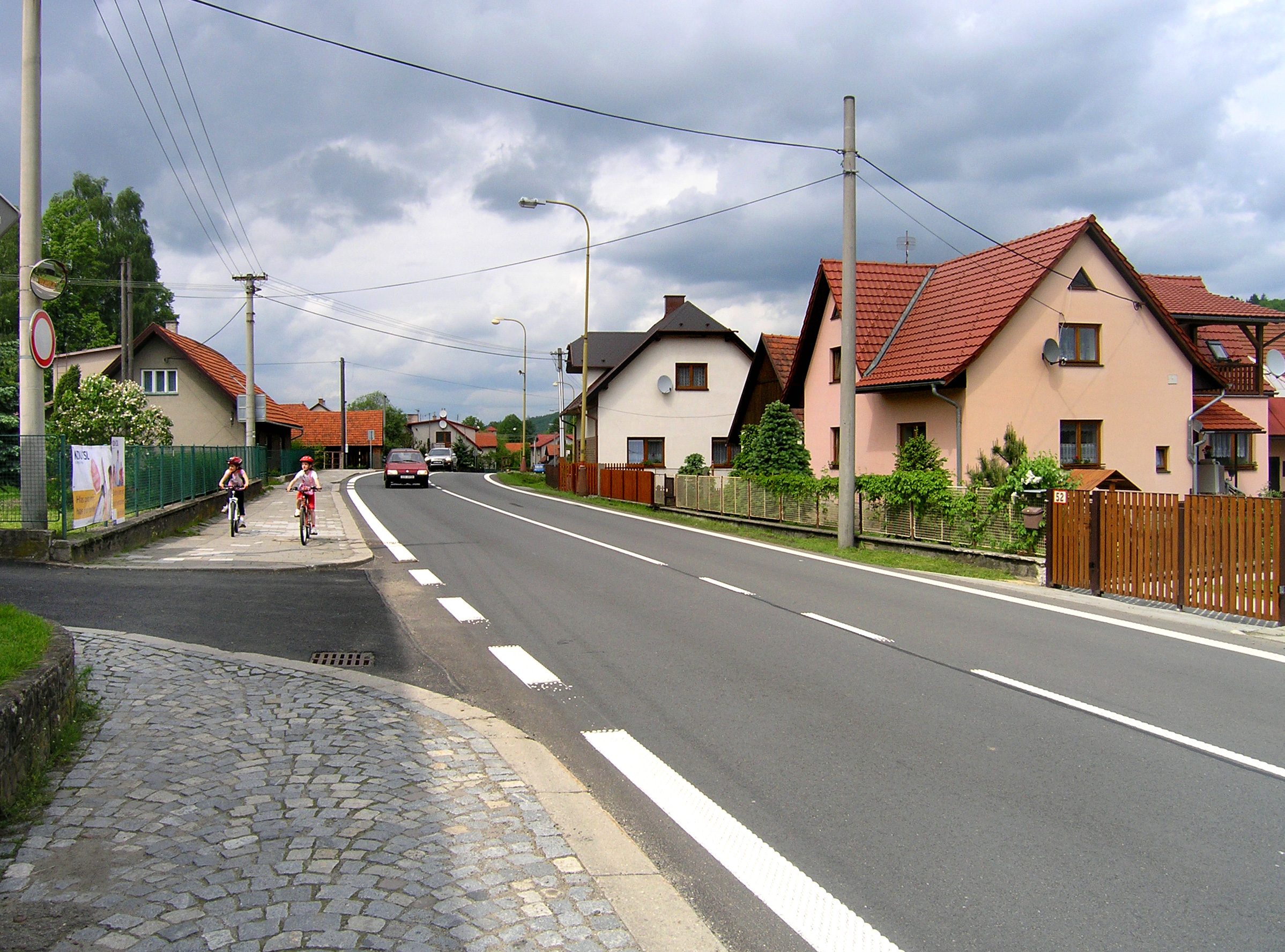
Ulice